# Münzprägungen des Bar-Kochba-Aufstandes

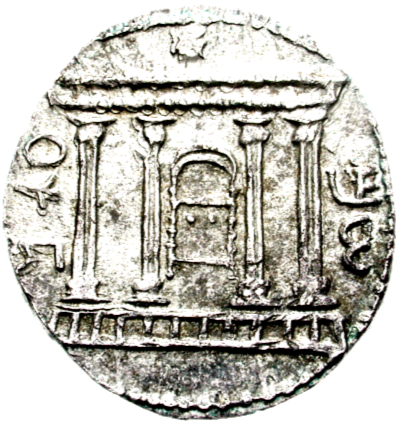
Bar-Kochba-Münze mit Darstellung der Tempelfassade, in der Mitte zwischen den Säulen wahrscheinlich der Schaubrottisch

Die Münzprägungen des Bar-Kochba-Aufstandes waren eine Währung, die in dem von Bar Kochba kontrollierten Territorium Eretz Israel (ein von der römischen Besatzung befreiter Teil der Provinz Judäa) in den Jahren 132 bis 136 n. Chr. Gültigkeit hatte.
Ähnlich wie die Münzprägungen des Ersten Jüdischen Krieges wurden auch während des Bar-Kochba-Aufstands eigene Münzen geprägt. Das ist ein Vorrecht souveräner Staaten und in sich schon eine Kriegserklärung an Rom, wie sie unter allen aufständischen Provinzen des Reichs nur in Judäa – und zwar in beiden Kriegen gegen Rom – vollzogen wurde.

## Wandermünzstätte Bar Kochbas
Konnten die Aufständischen im ersten Krieg gegen Rom mit der Münzstätte Jerusalem auf das im Tempelschatz gelagerte Silber zurückgreifen, so stand eine solche Ressource Bar Kochbas Administration nicht zur Verfügung. Stattdessen wurden lokale Münzen überprägt, die mehr oder weniger lange in Umlauf gewesen waren. Interessant im Blick auf die Datierung des Bar-Kochba-Aufstandes wäre die Überprägung einer Münze, die erst kurz vor dem Beginn des Aufstands ausgegeben worden war. Mildenberg verweist hier auf eine überprägte Gaza-Bronzemünze, auf der die Datierung 192 der Ära von Gaza (=131/132 n. Chr.) noch erkennbar ist.
Das Überprägen der römischen Münzen mit ihrer paganen Symbolik war nach Ya’aḳov Meshorer eine sowohl religiöse als auch politische Botschaft. Im Unterschied zur Ausgabe neuer Münzen war das Überprägen bereits vorhandener keine Quelle staatlicher Einnahmen und band Arbeitskräfte. Die Administration nahm das trotz der Belastungen des Krieges in Kauf, weil eigene Münzen die Möglichkeit boten, eine Botschaft an die Bevölkerung zu kommunizieren. Es ging auch, aber nicht nur, um Münzen, deren Motive dem Bilderverbot entsprachen. Als Material dienten hauptsächlich folgende, von den Rebellen eingezogene Münzen:
| Material       | Münzstätte                                       |
| -------------- | ------------------------------------------------ |
| Silber         | Tetradrachmen aus Antiochia und Tyros            |
| Bronze, groß   | Provinzialprägungen aus Antiochia und Alexandria |
| Bronze, mittel | Provinzialprägungen aus Askalon, Gaza, Caesarea  |
| Bronze, klein  | Provinzialprägungen aus Askalon                  |

Vor dem Überprägen wurden die Bronzemünzen abgefeilt. Bei den Silbermünzen wollte man den damit verbundenen Materialverlust vermeiden und hämmerte sie flach. Eine feste Münzstätte, wie sie während des ersten Jüdischen Krieges in Jerusalem bestand, nimmt Meshorer nicht an. Vielmehr habe sich der jeweilige Münzmeister bei Bar Kochba aufgehalten.
Die Hersteller der Münzstempel waren keine Spezialisten. Die damit beschäftigten Handwerker nahmen in der Regel einen vorhandenen Münzstempel als Vorlage, wenn es erforderlich war, einen neuen anzufertigen. Sie tendierten dazu, das Motiv zu vereinfachen. Besondere Probleme bereitete ihnen die althebräische Schrift, die wegen ihrer Dignität von der Bar-Kochba-Administration für ihre Münzen verwendet wurde, obwohl sich im Alltag die Quadratschrift schon völlig durchgesetzt hatte. Den Münzen sieht man an, dass die Handwerker diese Buchstaben nicht kannten und ihre Formen veränderten, sie teilweise auch ungelenk um das Münzmotiv gruppierten. Gelegentlich waren unqualifizierte Leute mit dem Schlagen der Münzen beschäftigt, und es wurde unter Zeitdruck gearbeitet. Die Qualität der Prägungen ist aus den genannten Gründen deutlich schlechter als bei den Münzen des Ersten Jüdischen Krieges.
Peter Schäfer gibt folgende grobe Übersicht über die Münztypen:
- Münzen mit der Aufschrift „Jahr eins der Erlösung Israels“;
- Münzen mit der Aufschrift „Jahr zwei der Befreiung Israels“;
- Datierte Münzen (Jahr 1, Jahr 2) mit der Aufschrift „Jerusalem“;
- Münzen, deren Aufschrift als „für die Freiheit/Befreiung Jerusalems“ übersetzt werden kann. Sie wurden wahrscheinlich im dritten Jahr des Aufstands geprägt.

## Funde von Bar-Kochba-Münzen
Nach Kriegsende wurden die Bar-Kochba-Münzen aus dem Verkehr gezogen. Erhalten blieben sie in Münzhorten sowie als Schmuckstücke, erkennbar an hineingebohrten Löchern. So publizierte David Hendin im Jahr 2000 einen Hortfund, der auf dem Antikenmarkt angeboten wurde. In einer fragmentarisch erhaltenen Öllampe des „herodianischen“ Typs, die angeblich in der Nähe von Hebron entdeckt worden war, befanden sich demnach folgende Münzen: vier römische Goldmünzen (Aurei) aus der Zeit von Domitian, Trajan und Hadrian, fünf Silberdenare aus der Zeit von Markus Antonius, Trajan und Antoninus Pius, sowie sieben bronzene Bar-Kochba-Münzen. Wie die Schlussmünze aus der Regentschaft des Antoninus Pius zeigt, waren die nach Kriegsende wertlosen Bronzemünzen der Aufständischen 15 Jahre später jemandem noch so wichtig, dass er sie wie eine kleine private Münzsammlung zusammen aufbewahrte und schließlich mit Münzen, die einen bedeutenden Wert darstellten, deponierte.
In Me‘arat haTe’omim (östlich von Bet Schemesch) gelang es 2011, einen Hort von 83 Silbermünzen der Bar-Kochba-Administration (Hoard A) sicherzustellen. In dieser Karsthöhle suchten Menschen am Ende des Aufstands Zuflucht. Sie hatten die Münzen zusammen mit einem Silberschmuck in einem nicht mehr erhaltenen organischen Behältnis verwahrt und in einer Aushöhlung im Felsen deponiert. Dies ist der einzige derartige Hortfund, der durch eine kontrollierte Grabung bekannt wurde, gegenüber 29 Hortfunden von Bar-Kochba-Münzen, die zwischen 1889 und 1982 auf dem Antiquitätenmarkt auftauchten. In der gleichen Höhle gab es zwei weitere Münzhorte B und C, die Bar-Kochba-Münzen zusammen mit römischen Münzen enthielten. Vermutlich hatten die Besitzer nicht ihr gesamtes Münzgeld in Aufstandswährung umgetauscht, weil die Bar-Kochba-Münzen nur in einem begrenzten Gebiet gültig waren.
Eine Merkwürdigkeit sind Bronzemünzen Bar Kochbas, die in entfernten römischen Provinzen im Kontext von Militärlagern aufgefunden wurden. Hanan Eshel, Boaz Zissu und Gabriel Barkay listen sechzehn Exemplare auf: eine Münze in Britannien (Londinum), 12 in Pannonien (Vindobona, Carnuntum, Brigetio) und drei in Dakien (Sarmizegetusa, Ilişua und Pojejena). Sie vermuten, dass Legionäre, die an der Niederschlagung des Aufstands beteiligt waren, diese Münzen quasi als Souvenirs mitnahmen.

## Münzmotive

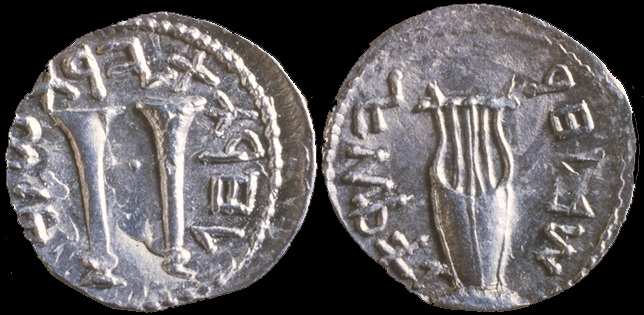
Silbermünze, Vorderseite: Blasinstrumente, Umschrift: Für die Freiheit Jerusalems; Rückseite: Saiteninstrument (Typ A), Umschrift: Jahr zwei der Befreiung Israels

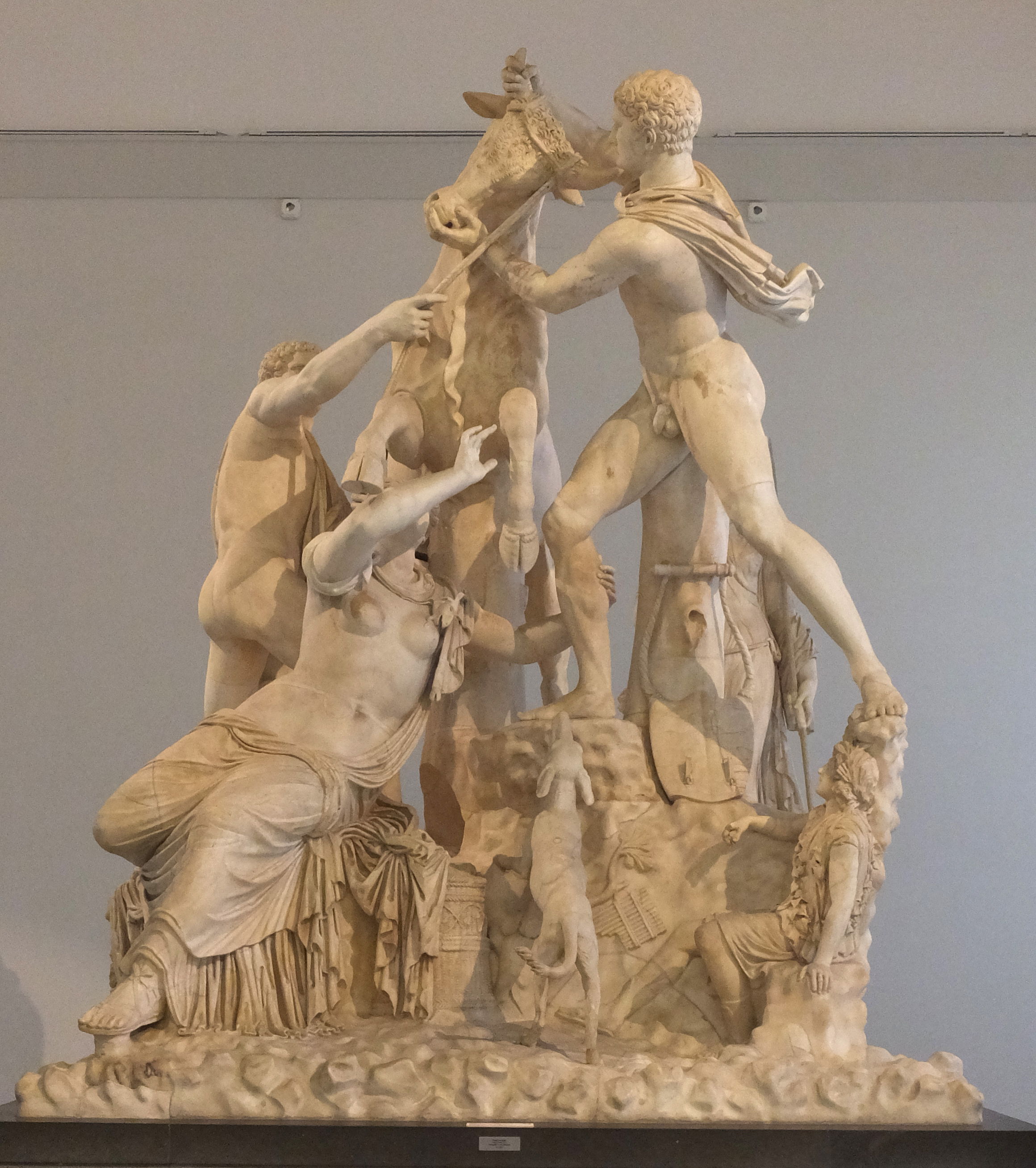
Hellenistisch-römische Parallele für die Leier des Typs A, Statuengruppe Farnesischer Stier, 1. Jahrhundert n. Chr. (Neapel, Museo Nazionale)

Auf den Münzen sind Pflanzen und Früchte mit religiöser Symbolik dargestellt, die Tempelfassade sowie Tempelgeräte und Musikinstrumente. Bei den Musikinstrumenten handelt es sich um zwei Typen von Leiern sowie Blasinstrumente.

### Tempelfassade
Das Münzbild der Tempelfassade zeigt in der Mitte ein Detail, dessen Deutung im 20. Jahrhundert lange umstritten war. Vorgeschlagen wurde die Bundeslade, eine Tür oder ein Toraschrein. Dan Barag konnte durch Hinzuziehung seltener Bar-Kochba-Prägungen wahrscheinlich machen, dass es sich um den Schaubrottisch handelt. Das Original wurde im Triumphzug des Titus in Rom mitgeführt; nach dem Bar-Kochba-Aufstand verschwand der Schaubrottisch (anders als die Menora) aus der jüdischen Ikonographie.

### Musikinstrumente
Die Auswertung der Musikinstrumente auf den Münzbildern zum Verständnis der Musik Altisraels hat eine lange Tradition. Schon Johann Jahn erwähnte 1817 Darstellungen zweier „Cithern“ auf Münzen, die er für makkabäisch hielt; die beigefügte Kupfertafel zeigt eine Bar-Kochba-Münze mit einem Saiteninstrument des Typs A. Joachim Braun weist darauf hin, dass Leiern ein häufiges Motiv auf antiken griechischen Münzen waren, was im Laufe der Zeit zu einer Stilisierung des Münzbildes auf Kosten der realistischen Instrumentendarstellung führte.  Eine kleine Gruppe von Münzen aus Ptolemais (Akkon) aus seleukidischer Zeit (zwischen 125 und 110 v. Chr.) zeigt auf der Vorderseite den Kopf Apollons und auf der Rückseite die Darstellung einer Leier. Dabei sind zwei Leierformen anzutreffen, beide symmetrisch: mit drei Saiten (Typ A) und mit sechs Saiten (Typ B, Unikat). Braun hält diese Münzbilder für Abbildungen lokaler Instrumente und vermutet, dass sie als Prototypen für spätere Münzprägungen dienten. Die in zweifacher Form existierende Leier „wurde ein Charakteristikum der Leierikonographie des hellenistisch-römischen Palästina“ und begegnet auf Münzen aus Antiochia sowie möglicherweise auch auf den Bar-Kochba-Münzen.
„Nur mit Vorsicht kann man die Behauptung der meisten Forscher akzeptieren, dass die Bar Kochba-Leiern authentische Instrumente aus der Zeit des Zweiten Tempels seien.“ Es gibt zwei Typen von Leiern auf den Bar-Kochba-Münzen: Typ A wurde von der Musikhistorikerin Bathja Bayer in einer grundlegenden Studie (1968) dem biblischen Instrumentennamen kinnor zugeordnet und Typ B dem Instrumentennamen nevel. Dass die Saiten in beiden Fällen nicht über den Schallkörper hinweg weitergezogen wurden, weist auf eine Stilisierung des Münzbildes hin. Für beide Leiertypen existieren hellenistisch-römische Parallelen.
Die in Num 10,2  beschriebenen und Tanach mehrfach erwähnten chazozrot waren Metalltrompeten, die von Priestern im Jerusalemer Tempel rituell gespielt wurden. Joachim Braun hält die Blasinstrumente auf den Münzbildern Bar Kochbas nicht für Trompeten. Aus seiner Sicht spricht die kurze, fast konische Form der auf den Münzen dargestellten Instrumente gegen diese Deutung. Braun interpretiert eine am Mundstück vorhandene Scheibe als Pirouette, wie sie für manche Doppelrohrblattinstrumente typisch ist: Die dort außerdem erkennbare Verdickung vergleicht er mit der Windkammer eines Platerspiels. Diese Interpretation passt jedoch nicht zur Deutung der Bar-Kochba-Münze als Darstellung eines Instruments der Tempelmusik, denn es gibt keinen Hinweis auf die Verwendung von Rohrblattinstrumenten in der Kultmusik. Braun verweist noch auf eine Ähnlichkeit der Münzdarstellungen zur im Mittelalter in der persisch-islamischen Kultur verbreiteten Trompete nafir.

### Kanne

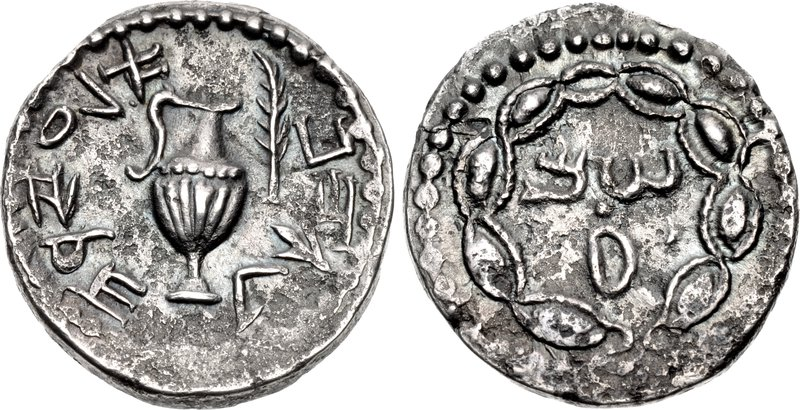
Silbermünze (1/2 Zuz), Vorderseite: Kranz, Inschrift: Shim. Rückseite: Kanne und Zweig, Inschrift: Elazar der Priester

Das Münzmotiv einer schlanken Kanne begegnet meist zusammen mit einem Zweig. Da es sich bei der Kanne klar um ein Gefäß für Flüssigkeiten handelt, hatte schon M. A. Levy 1862 vermutet, dass hier die goldene Kanne dargestellt sei, die beim Ritual des Wasserschöpfens am Sukkotfest Verwendung fand. Der wissenschaftliche Konsens, wonach der Zweig ein Palmwedel des Sukkot-Feststraußes (Lulav) sei, wurde von Yonatan Adler in Frage gestellt. Er verweist auf die Weidenzweig-Zeremonie, die in der Mischna beschrieben ist und in engem Zusammenhang mit der Wasserlibation stand. Dabei stellten die Priester frisch geschnittene Weidenzweige an den Seiten des Altars auf, so dass die Spitzen der Zweige sich über den Altar neigten.

### Symbolische Pflanzen und Früchte
Ein klarer Verweis auf das Sukkotfest, das populäre Pilgerfest im Herbst, ist durch die Darstellung von Lulav und Etrog (auf Tetradrachmen), bzw. nur des Lulav (auf Didrachmen) gegeben. Auf anderen Münzen ist nur ein Palmwedel oder Weidenzweig abgebildet. Darstellungen von Weinblättern, Reben oder Weintrauben sind häufige Motive auf jüdischen Münzen. Sie können auch auf den goldenen Weinstock gedeutet werden, der im Herodianischen Tempel als eine Art Gestell zur Aufhängung von Weihegaben diente.
Die Menora ist auf Bar-Kochba-Münzen nicht dargestellt, obwohl sie ein wichtiges Motiv der antiken jüdischen Kunst war. David Hendin erwägt, dass das Münzmotiv der Dattelpalme mit seinen stets sieben Palmwedeln einen Bezug zum Siebenarmigen Leuchter gehabt habe.